# Virginia (film 1941)
Virginia è un film statunitense del 1941 diretto da Edward H. Griffith.